# Silke Rottenberg
Silke Rottenberg (Euskirchen, Alemania Federal, 25 de enero de 1972) es una exfutbolista alemana, se desempeñaba como guardameta. Actualmente ejerce de entrenadora.

## Clubes
| Club                   | País     | Año         |
| ---------------------- | -------- | ----------- |
| FFC Brauweiler Pulheim | Alemania | 1988 - 1991 |
| Sportfreunde Siegen    | Alemania | 1991 - 2000 |
| FFC Brauweiler Pulheim | Alemania | 2000 - 2003 |
| FCR 2001 Duisburg      | Alemania | 2003 - 2006 |
| 1. FFC Frankfurt       | Alemania | 2006 - 2008 |